# Ministerium für Post und Telekommunikation

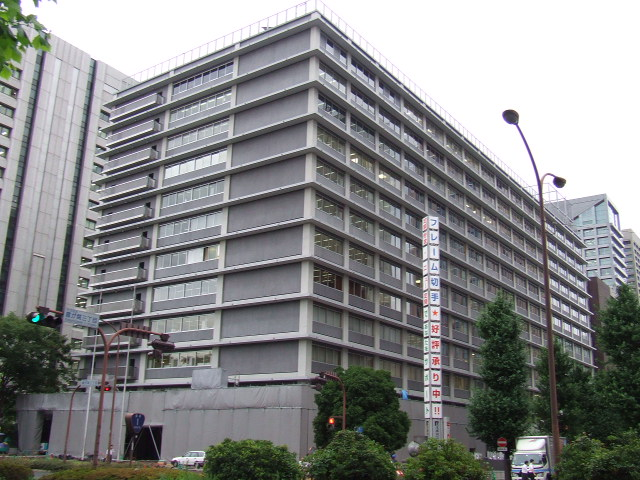
Das Postministerium in Chiyoda, Tokio war von 2001 bis 2003 Sitz der Postaufsichtsbehörde zur Umwandlung der Staatspost in die Japan Post.

Das Ministerium für Post und Telekommunikation (Ministry of Posts and Telecommunications, MPT; engl. Eigenübersetzung von jap. 郵政省 Yūsei-shō, deutsch ‚Ministerium für das Postsystem‘) war bis 2001 ein Ministerium der japanischen Zentralregierung. Es war für die Post, die Versicherungen und Finanzdienstleistungen der Post, ab 1952 für die Nippon Telegraph and Telephone (NTT) und nach deren Privatisierung 1985 für die Aufsicht über den Telekommunikationssektor zuständig.
Das Ministerium wurde 1949 als Nachfolger des Teishin-shō (逓信省, „Ministerium für Kommunikation“) geschaffen, das seit 1885 für die Post, das Telegraphensystem und die Leuchttürme zuständig gewesen war (zeitweise auch für Eisenbahnen). Von 1943 bis 1945 war es Teil des Ministeriums für Verkehr und Kommunikation (運輸通信省, Un’yu-Tsūshin-shō). Von 1945 bis 1952 existierte neben dem Postministerium das eigenständige Ministerium für Telekommunikation (電気通信省, Denkitsūshin-shō).
Bei der Restrukturierung der Zentralregierung am 6. Januar 2001 wurde das Postministerium Teil des Ministeriums für Innere Angelegenheiten und Kommunikation, dem Sōmu-shō.

## Minister (郵政大臣,yūsei-daijin)
| #  | Name                             | Kanji         | Kabinett                                              | Amtsantritt   | Partei (Faktion)                            |
| -- | -------------------------------- | ------------- | ----------------------------------------------------- | ------------- | ------------------------------------------- |
| 01 | Ozawa Saeki                      | 小沢 佐重喜   | Yoshida III                                           | 1. Juni 1949  | Demokratisch-Liberale Partei                |
| 02 | Tamura Bunkichi                  | 田村 文吉     | Yoshida III (1. Umbildung)                            | 28. Juni 1950 | Ryokufūkai                                  |
| 03 | Satō Eisaku                      | 佐藤 榮作     | Yoshida III (2. Umbildung) Yoshida III (3. Umbildung) | 4. Juli 1951  | Liberale Partei                             |
| 04 | Takase Sōtarō                    | 高瀬 荘太郎   | Yoshida IV                                            | 30. Okt. 1952 | Ryokufūkai                                  |
| 05 | Tsukada Toichirō                 | 塚田 十一郎   | Yoshida V                                             | 21. Mai 1953  | Liberale Partei                             |
| 06 | Takechi Yūki                     | 武知 勇記     | Hatoyama I                                            | 10. Dez. 1954 | Demokratische Partei Japans (Kishi)         |
| 07 | Matsuda Takechiyo                | 松田 竹千代   | Hatoyama II                                           | 19. März 1955 | Demokratische Partei Japans (Hatoyama)      |
| 08 | Murakami Isamu                   | 村上 勇       | Hatoyama III                                          | 19. März 1955 | Liberaldemokratische Partei (Ōno)           |
| –  | Ishibashi Tanzan (kommissarisch) | 石橋 湛山     | Ishibashi                                             | 23. Dez. 1956 | Liberaldemokratische Partei (Ishibashi)     |
| 09 | Ishibashi Tanzan                 | 石橋 湛山     | Ishibashi                                             | 23. Dez. 1956 | Liberaldemokratische Partei (Ishibashi)     |
| 10 | Hirai Tarō                       | 平井 太郎     | Ishibashi                                             | 27. Dez. 1956 | Liberaldemokratische Partei (-)             |
| 11 | Hirai Tarō                       | 平井 太郎     | Kishi I                                               | 25. Feb. 1957 | Liberaldemokratische Partei (-)             |
| 12 | Tanaka Kakuei                    | 田中 角榮     | Kishi I (Umbildung)                                   | 10. Juli 1957 | Liberaldemokratische Partei (Satō)          |
| 13 | Terao Yutaka                     | 寺尾 豊       | Kishi II                                              | 12. Juni 1958 | Liberaldemokratische Partei (Ex-Ryokufūkai) |
| 14 | Uetake Haruhiko                  | 植竹 春彦     | Kishi II (Umbildung)                                  | 18. Juni 1959 | Liberaldemokratische Partei (Ex-Ryokufūkai) |
| 15 | Suzuki Zenkō                     | 鈴木 善幸     | Ikeda I                                               | 19. Juli 1960 | Liberaldemokratische Partei (Ikeda)         |
| 16 | Kogane Yoshiteru                 | 小金 義照     | Ikeda II                                              | 8. Dez. 1960  | Liberaldemokratische Partei (Ikeda)         |
| 17 | Sakomizu Hisatsune               | 迫水 久常     | Ikeda II (1. Umbildung)                               | 18. Juli 1961 | Liberaldemokratische Partei (Satō)          |
| 18 | Teshima Sakae                    | 手島 栄       | Ikeda II (2. Umbildung)                               | 18. Juli 1962 | Liberaldemokratische Partei (Ex-Ryokufūkai) |
| 19 | Ozawa Kyūtarō                    | 小沢 久太郎   | Ikeda II (2. Umbildung)                               | 8. Jan. 1963  | Liberaldemokratische Partei (-)             |
| 20 | Koike Shinzō                     | 古池 信三     | Ikeda II (3. Umbildung)                               | 18. Juli 1963 | Liberaldemokratische Partei (Ōno)           |
| 21 | Koike Shinzō                     | 古池 信三     | Ikeda III                                             | 9. Dez. 1963  | Liberaldemokratische Partei (Ōno)           |
| 22 | Tokuyasu Jitsuzō                 | 徳安 実蔵     | Ikeda III (Umbildung)                                 | 18. Juli 1964 | Liberaldemokratische Partei (Ōno)           |
| 23 | Tokuyasu Jitsuzō                 | 徳安 実蔵     | Satō I                                                | 9. Nov. 1964  | Liberaldemokratische Partei (Ōno)           |
| 24 | Kōri Yūichi                      | 郡 祐一       | Satō I (1. Umbildung)                                 | 3. Juni 1965  | Liberaldemokratische Partei (Satō)          |
| 25 | Shintani Torasaburō              | 新谷 寅三郎   | Satō I (2. Umbildung)                                 | 1. Aug. 1966  | Liberaldemokratische Partei (Ishii)         |
| 26 | Kobayashi Takeji                 | 小林 武治     | Satō I (3. Umbildung)                                 | 3. Dez. 1966  | Liberaldemokratische Partei (Satō)          |
| 27 | Kobayashi Takeji                 | 小林 武治     | Satō II Satō II (1. Umbildung)                        | 17. Feb. 1967 | Liberaldemokratische Partei (Satō)          |
| 28 | Kōmoto Toshio                    | 河本 敏夫     | Satō II (2. Umbildung)                                | 30. Nov. 1968 | Liberaldemokratische Partei (Miki)          |
| 29 | Ide Ichitarō                     | 井出 一太郎   | Satō III                                              | 14. Jan. 1970 | Liberaldemokratische Partei (Miki)          |
| 30 | Hirose Masaru                    | 広瀬 正雄     | Satō III (Umbildung)                                  | 5. Juli 1971  | Liberaldemokratische Partei (Ishii)         |
| -  | Tanaka Kakuei (kommissarisch)    | 田中 角榮     | Tanaka I                                              | 7. Juli 1972  | Liberaldemokratische Partei (Tanaka)        |
| 31 | Miike Makoto                     | 三池 信       | Tanaka I                                              | 12. Juli 1972 | Liberaldemokratische Partei (Fukuda)        |
| 32 | Kuno Chūji                       | 久野忠治      | Tanaka II                                             | 22. Dez. 1972 | Liberaldemokratische Partei (Tanaka)        |
| 33 | Harada Ken                       | 原田 憲       | Tanaka II (1. Umbildung)                              | 25. Nov. 1973 | Liberaldemokratische Partei (Mizuta)        |
| 34 | Kashima Toshio                   | 鹿島 俊雄     | Tanaka II (2. Umbildung)                              | 11. Nov. 1974 | Liberaldemokratische Partei (Mizuta)        |
| 35 | Murakami Isamu                   | 村上 勇       | Miki                                                  | 9. Dez. 1974  | Liberaldemokratische Partei (Mizuta)        |
| 36 | Fukuda Tokuyasu                  | 福田 篤泰     | Miki (Umbildung)                                      | 15. Sep. 1976 | Liberaldemokratische Partei (Mizuta)        |
| 37 | Komiyama Jūshirō                 | 小宮山 重四郎 | Fukuda                                                | 24. Dez. 1976 | Liberaldemokratische Partei (Tanaka)        |
| 38 | Hattori Yasushi                  | 服部 安司     | Fukuda (Umbildung)                                    | 28. Nov. 1977 | Liberaldemokratische Partei (Ōhira)         |
| 39 | Shirahama Nikichi                | 白浜 仁吉     | Ōhira I                                               | 7. Dez. 1978  | Liberaldemokratische Partei (Fukuda)        |
| 40 | Ōnishi Masao                     | 大西 正男     | Ōhira II                                              | 9. Nov. 1979  | Liberaldemokratische Partei (Miki)          |
| 41 | Yamauchi Ichirō                  | 山内 一郎     | Suzuki                                                | 17. Juli 1980 | Liberaldemokratische Partei (Suzuki)        |
| 42 | Minowa Noboru                    | 箕輪 登       | Suzuki (Umbildung)                                    | 30. Nov. 1981 | Liberaldemokratische Partei (Tanaka)        |
| 43 | Higata Tokutarō                  | 檜垣 徳太郎   | Nakasone I                                            | 27. Nov. 1982 | Liberaldemokratische Partei (Nakasone)      |
| 44 | Okuda Keiwa                      | 奥田敬和      | Nakasone II                                           | 27. Dez. 1983 | Liberaldemokratische Partei (Tanaka)        |
| 45 | Satō Megumu                      | 左藤 恵       | Nakasone II (1. Umbildung)                            | 1. Nov. 1984  | Liberaldemokratische Partei (Tanaka)        |
| 46 | Satō Bunsei                      | 佐藤 文生     | Nakasone II (2. Umbildung)                            | 28. Dez. 1985 | Liberaldemokratische Partei (Nakasone)      |
| 47 | Karasawa Shunjirō                | 唐澤 俊二郎   | Nakasone III                                          | 22. Juli 1986 | Liberaldemokratische Partei (Nakasone)      |
| 48 | Nakayama Masaaki                 | 中山 正暉     | Takeshita                                             | 6. Nov. 1987  | Liberaldemokratische Partei (Nakasone)      |
| 49 | Kataoka Seiichi                  | 片岡 清一     | Takeshita (Umbildung)                                 | 27. Dez. 1988 | Liberaldemokratische Partei (Nakasone)      |
| 50 | Matsuoka Kanezō                  | 村岡 兼造     | Uno                                                   | 3. Juni 1989  | Liberaldemokratische Partei (Takeshita)     |
| 51 | Ōishi Sempachi                   | 大石 千八     | Kaifu I                                               | 10. Aug. 1989 | Liberaldemokratische Partei (Nakasone)      |
| 52 | Fukaya Takashi                   | 深谷 隆司     | Kaifu II                                              | 28. Feb. 1990 | Liberaldemokratische Partei (Watanabe)      |
| 53 | Sekiya Katsutsugu                | 関谷 勝嗣     | Kaifu II (Umbildung)                                  | 29. Dez. 1990 | Liberaldemokratische Partei (Watanabe)      |
| 54 | Watanabe Hideo                   | 渡辺 秀央     | Miyazawa                                              | 5. Nov. 1991  |                                             |
| 55 | Koizumi Jun’ichirō               | 小泉 純一郎   | Miyazawa (Umbildung)                                  | 12. Dez. 1992 | Liberaldemokratische Partei (Mitsuzuka)     |
| 56 | Miyazawa Kiichi                  | 宮澤 喜一     | Miyazawa (Umbildung)                                  | 20. Juli 1993 | Liberaldemokratische Partei (Miyazawa)      |
| 57 | Kanzaki Takenori                 | 神崎 武法     | Hosokawa                                              | 9. Aug. 1993  | Kōmeitō                                     |
| –  | Hata Tsutomu (kommissarisch)     | 羽田 孜       | Hata                                                  | 28. Apr. 1994 | Erneuerungspartei                           |
| 58 | Hikasa Katsuyuki                 | 日笠 勝之     | Hata                                                  | 28. Apr. 1994 | Kōmeitō                                     |
| 59 | Ōide Shun                        | 大出 俊       | Murayama                                              | 30. Juni 1994 | Sozialistische Partei Japans (Seikōken)     |
| 60 | Murakami Issei                   | 井上 一成     | Murayama (Umbildung)                                  | 8. Aug. 1995  | Sozialistische Partei Japans                |
| 61 | Hino Ichirō                      | 日野 市朗     | Hashimoto I                                           | 11. Jan. 1996 | Sozialdemokratische Partei                  |
| 62 | Horinouchi Hisao                 | 堀之内 久男   | Hashimoto II                                          | 7. Nov. 1996  | Liberaldemokratische Partei (Ex-Watanabe)   |
| 63 | Jimi Shōzaburō                   | 自見 庄三郎   | Hashimoto II (Umbildung)                              | 11. Sep. 1997 | Liberaldemokratische Partei (Ex-Watanabe)   |
| 64 | Noda Seiko                       | 野田 聖子     | Obuchi Obuchi (1. Umbildung)                          | 30. Juli 1998 | Liberaldemokratische Partei (Ex-Kōmoto)     |
| 65 | Yashiro Eita                     | 八代 英太     | Obuchi (2. Umbildung)                                 | 5. Okt. 1999  | Liberaldemokratische Partei (Obuchi)        |
| 66 | Yashiro Eita                     | 八代 英太     | Mori I                                                | 5. Apr. 2000  | Liberaldemokratische Partei (Obuchi)        |
| 67 | Hirabayashi Kōzō                 | 平林 鴻三     | Mori II                                               | 4. Juli 2000  | Liberaldemokratische Partei (Obuchi)        |
| 68 | Katayama Toranosuke              | 片山 虎之助   | Mori II (Umbildung)                                   | 5. Dez. 2000  | Liberaldemokratische Partei (Hashimoto)     |